# دستگاه گوارش انسان
دستگاه گوارش انسان شامل لوله گوارش و اعضای کمکی گوارش (زبان، غدد بزاقی، لوزالمعده، کبد و کیسه صفرا) می‌باشد. گوارش شامل تجزیه غذا به اجزای کوچک‌تر و کوچک‌تر است، تا وقتی که بتوانند جذب و به بدن منتقل شوند. فرایند گوارش دارای سه مرحله است: فاز سفالیک، فاز معده‌ای و فاز روده‌ای.
اولین مرحله، فاز سفالیک گوارش، با ترشحاتی از غدد معده در پاسخ به دیدن و بوی غذا آغاز می‌شود. این مرحله شامل تجزیه مکانیکی غذا با جویدن و تجزیه شیمیایی توسط آنزیم‌های گوارشی است که در دهان انجام می‌شود. بزاق شامل آنزیم‌های گوارشی آمیلاز و لیپاز زبانی است که توسط غدد بزاقی و سروزی روی زبان ترشح می‌شوند. جویدن، که در آن غذا با بزاق مخلوط می‌شود، آغازکننده فرایند مکانیکی گوارش است. این عمل یک بولوس ایجاد می‌کند که از طریق مری به سمت معده بلعیده می‌شود.
مرحله دوم، فاز معده‌ای، در معده اتفاق می‌افتد. در اینجا، غذا با مخلوط شدن با اسید معده بیشتر تجزیه می‌شود تا اینکه به دوازدهه، اولین قسمت از روده کوچک، منتقل شود.
مرحله سوم، مرحله روده‌ای، در دوازدهه آغاز می‌شود. در اینجا، غذای نیمه‌گوارش‌شده با تعداد زیادی آنزیم تولید شده توسط لوزالمعده مخلوط می‌شود.
گوارش با جویدن غذایی که توسط ماهیچه‌های جویدن، زبان و دندان‌ها انجام می‌شود، و همچنین با انقباضات پریستالسی و قطعه‌بندی، تسهیل می‌شود. اسید معده و تولید مخاط در معده برای ادامه فرایند گوارش ضروری هستند.
پریستالسی انقباضات ریتمیک ماهیچه‌ها است که از مری آغاز شده و در دیواره معده و بقیه دستگاه گوارش ادامه می‌یابد. این عمل به‌طور اولیه منجر به تولید کیموس می‌شود که وقتی کاملاً در روده کوچک تجزیه می‌شود، به عنوان کیلوس در دستگاه لنفاوی جذب می‌شود. بیشتر فرایند گوارش غذا در روده کوچک انجام می‌گیرد. آب و برخی مواد معدنی در کولون روده بزرگ دوباره به خون جذب می‌شوند. محصولات زائد گوارش (مدفوع) از طریق راست‌روده از طریق مقعد دفع می‌شوند.

## دهان

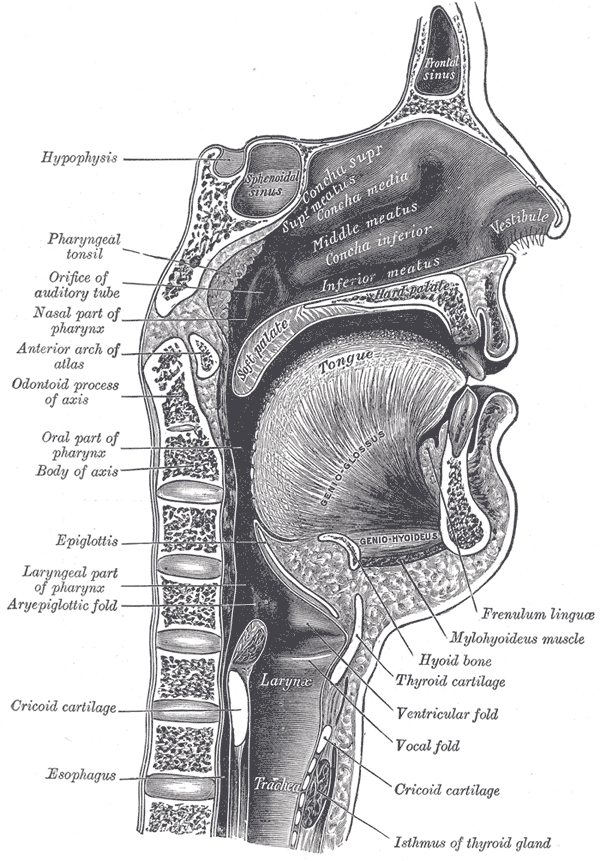
دهان یک مرد

از هنگام شروع به جویدن غذا، گوارش غذا نیز شروع می‌گردد. دهان در اثر جویدن و آنزیم‌های موجود در بزاق باعث گوارش مکانیکی (توسط [دندان]ها و ماهیچه‌های فک پایین) و شیمیایی می‌شود. بزاق مخلوطی از ترشحات سه جفت غدهٔ زیرزبانی، زیرآرواره‌ای و بناگوشی است. مادهٔ دیگری نیز در آن وجود دارد که موسین نام دارد و به هنگام مخلوط شدن با آب به مادهٔ چسبناک و قلیایی به نام مخاط تبدیل می‌شود و باعث چسبیده شدن ذرات جویده‌شده به هم و تسهیل در بلع می‌شود. غده‌های ترشح‌کنندهٔ موسین در سراسر لولهٔ گوارشی وجود دارند. در بزاق آنزیمی به نام پتیالین وجود دارد که یک آمیلاز ضعیف است و از غدد بناگوشی ترشح می‌شود. این آنزیم کربوهیدرات‌ها از جمله نشاسته را به مالتوز تبدیل می‌کند. آنزیم دیگر موجود در بزاق لیزوزیم است که باعث ضدعفونی شدن دهان و از بین رفتن باکتری‌ها می‌شود و همچنین ضدعفونی کردن حفرهٔ دهان را به عهده می‌گیرد؛ بنابراین بزاق باعث گوارش، ضدعفونی حفرهٔ دهان، کمک به حس چشایی، مرطوب نگاه داشتن دهان و تسهیل سخن گفتن می‌شود. پس از جویده شدن، غذا در اثر عمل بلع به مری و از طریق آن به معده راه می‌یابد.
دهان اولین عضو دستگاه گوارش بدن است که غذا و آب برای گوارش اول وارد این عضو می‌شوند. دهان شامل حفرهٔ دهان، دندان‌ها، زبان، بزاق، لثه و سقف دهان است فک بالا ثابت است و حرکت نمی‌کند؛ ولی فک پایین حرکت دارد و عمل باز و بسته شدن دهان را انجام می‌دهد. در درون استخوان هر فک حفره‌هایی وجود دارد که ریشهٔ دندان‌ها در آن قرار می‌گیرد. در این حفرات دندان‌ها به وسیلهٔ الیاف دور دندان به استخوان فک متصل می‌شوند. روی آرواره‌ها و دور دندان را لثه می‌پوشاند. به آرواره، لثه و الیاف نگهدارندهٔ دور دندان، بافت نگهدارندهٔ دندان گفته می‌شود. دهان انسان در اعمال زیادی نظیر حرف زدن، خندیدن، چشیدن، گاز گرفتن، جویدن و بلعیدن غذا شرکت دارد. اولین قدم در راه گوارش غذا، خرد کردن و جویدن مواد غذایی است که توسط دندان‌ها صورت می‌گیرد. هرکدام از دندان‌ها با شکل خاص خود به عمل جویدن کمک می‌کنند. دندان‌های پیشین برای بریدن، دندان‌های نیش برای پاره کردن و دندان‌های آسیا برای خرد کردن لقمه شکل گرفته‌اند.

## معده و مری

بخشی از بافت معده. بزرگنمایی: 4x

بخشی از بافت معده. بزرگنمایی: 40x

پس از جویده شدن غذا، زبان بالا می‌رود و به کام می‌چسبد. پس از آن‌که گیرنده‌های مکانیکی گلو تحریک شدند زبان کوچک نیز بالا می‌رود و راه بینی را می‌بندد. اپی‌گلوت (بَرچاکنای) نیز راه نای را بسته و به این ترتیب غذا وارد مری (سُرخ‌نای) می‌شود و توسط حرکات کرم‌وار ماهیچه‌های حلقوی مری به دهانهٔ معده می‌رسد. دهانهٔ معده در حالت عادی منقبض بوده و مانع بازگشت غذا از درون معده به مری می‌شود. وقتی موج‌های کرم‌وار به دهانهٔ معده می‌رسند باعث بازشدن آن و ورود غذا به درون معده می‌شوند. آن‌گاه معده توسط آنزیم‌ها و حرکات خود غذا را به ماده‌ای خمیری به نام کیموس تبدیل می‌کنند.
مواد ترشح‌شده به درون معده عبارت‌اند از موسین (که با تشکیل لایه‌ای قلیایی از مخاط از دیوارهٔ معده در برابر شیرهٔ اسیدی معده محافظت می‌کند)، کلریدریک اسید، فاکتور داخلی معده (که باعث جذب ویتامین ب۱۲ می‌شود)، چند پروتئاز که به‌طور کلی پپسینوژن خوانده می‌شوند و باعث تجزیهٔ پروتئین‌ها به اسیدآمینه می‌شوند و گاسترین (محرک ترشح اسید کلریدریک) و (پپسینوژن).

بخشی از بافت پوششی در رودهٔ باریک. بزرگنمایی: 10x

بخشی از بافت ماهیچه‌ای رودهٔ باریک. بزرگنمایی: 4x

بخشی از بافت ماهیچه‌ای رودهٔ باریک. بزرگنمایی: 10x

بخشی از بافت ماهیچه‌ای رودهٔ باریک. بزرگنمایی: 40x

## رودهٔ کوچک
رودهٔ کوچک دارای سه بخش است. اولین قسمت که درست پس از معده قرار دارد را دوازدهه (اثنی‌عشر) می‌نامند، که کوتاه‌ترین قسمت رودهٔ کوچک است. دو بخش دیگر رودهٔ کوچک که پس از دوازدهه قرار دارند به ترتیب عبارت‌اند از تهی‌روده و درازروده که به رودهٔ بزرگ متصل می‌گردد.
وقتی غذا از معده وارد دوازدهه می‌شود، به علت مخلوط بودن با اسید معده، هنوز اسیدی است. در محل دوازدهه، یک شیرهٔ گوارشی قلیایی به این غذا اضافه می‌گردد تا حالت اسیدی آن را خنثی کند. این شیرهٔ گوارشی از عضوی که در قسمت زیر معده قرار دارد و به آن لوزالمعده گفته می‌شود ترشح می‌گردد، که حاوی آنزیم‌هایی است که باعث ادامهٔ گوارش غذا می‌شود، همچنین سکرتین، هورمونی است که از سلول‌های بخش‌هایی از دوازدهه به خون ترشح و باعث افزایش ترشح بی‌کربنات (HCO3 یک بار منفی) از لوزالمعده می‌شود. صفرا نیز در همین محل به غذا اضافه می‌گردد. صفرا مایعی سبز رنگ است که در کبد ساخته می‌شود و سپس از کبد به کیسهٔ صفرا وارد می‌گردد تا در آنجا ذخیره شود. صفرا به حل شدن مواد غذایی چرب کمک می‌کند. علاوه بر این‌ها صفرا وظیفهٔ خارج کردن کلسترول اضافی بدن و بیلی‌روبین‌ها را دارد و سپس وقتی که شیرهٔ گوارشی وظیفه خود را انجام داد، مواد غذایی اصلی به اجزای ساده‌تر خود تجزیه می‌شوند که عبارت‌اند از:
- پروتئین‌ها به آمینواسیدها تجزیه می‌شوند.
- کربوهیدرات‌ها به گلوکز و سایر قندهای ساده‌تر تبدیل می‌شوند.
- چربی‌ها به اسیدهای چرب و گلیسرول تجزیه می‌گردند.

در بخش‌های پایین‌تر رودهٔ کوچک (یعنی در تهی‌روده و درازروده)، فراوردهٔ نهایی غذای گوارده از طریق دیوارهٔ رودهٔ کوچک به جریان خون جذب می‌گردد. بر اثر انقباضات موجی‌شکل ماهیچه‌های دیوارهٔ روده‌ها، غذا در طول روده حرکت کرده و به جلو می‌رود. این حرکت را پریستالسیس می‌نامند. دیوارهٔ روده‌ها صاف نیست بلکه دارای میلیون‌ها برجستگی انگشت‌مانند به نام پُرز است. این پرزها باعث می‌شوند که سطح تماس وسیعی در روده‌ها ایجاد شود تا جذب غذاها بهتر صورت گیرد. ویتامین‌های محلول در آب با انتشار و انتقال فعال و ویتامین‌های محلول در چربی (کی، ئی، آ، دی) به همراه چربی‌ها جذب جریان خون می‌شوند. مواد معدنی نیز در این مرحله، جذب جریان خون می‌شوند.
وقتی که مواد غذایی جذب جریان خون شدند، باقی‌ماندهٔ غذایی که گوارده نشده است وارد رودهٔ بزرگ می‌گردد. بدن هنوز می‌تواند بعضی از مواد غذایی، مثل آن‌هایی که ایجاد انرژی می‌کنند و بعضی از ویتامین‌ها و مواد معدنی را ذخیره و جذب کند. اضافی مواد غذایی که بدن نمی‌تواند آن‌ها را ذخیره نماید از طریق مدفوع از بدن خارج می‌گردد.
سلول‌های دیوارهٔ پُرزها برجستگی‌های کوچک‌تری یه نام ریزپُرز دارند.

## رودهٔ بزرگ

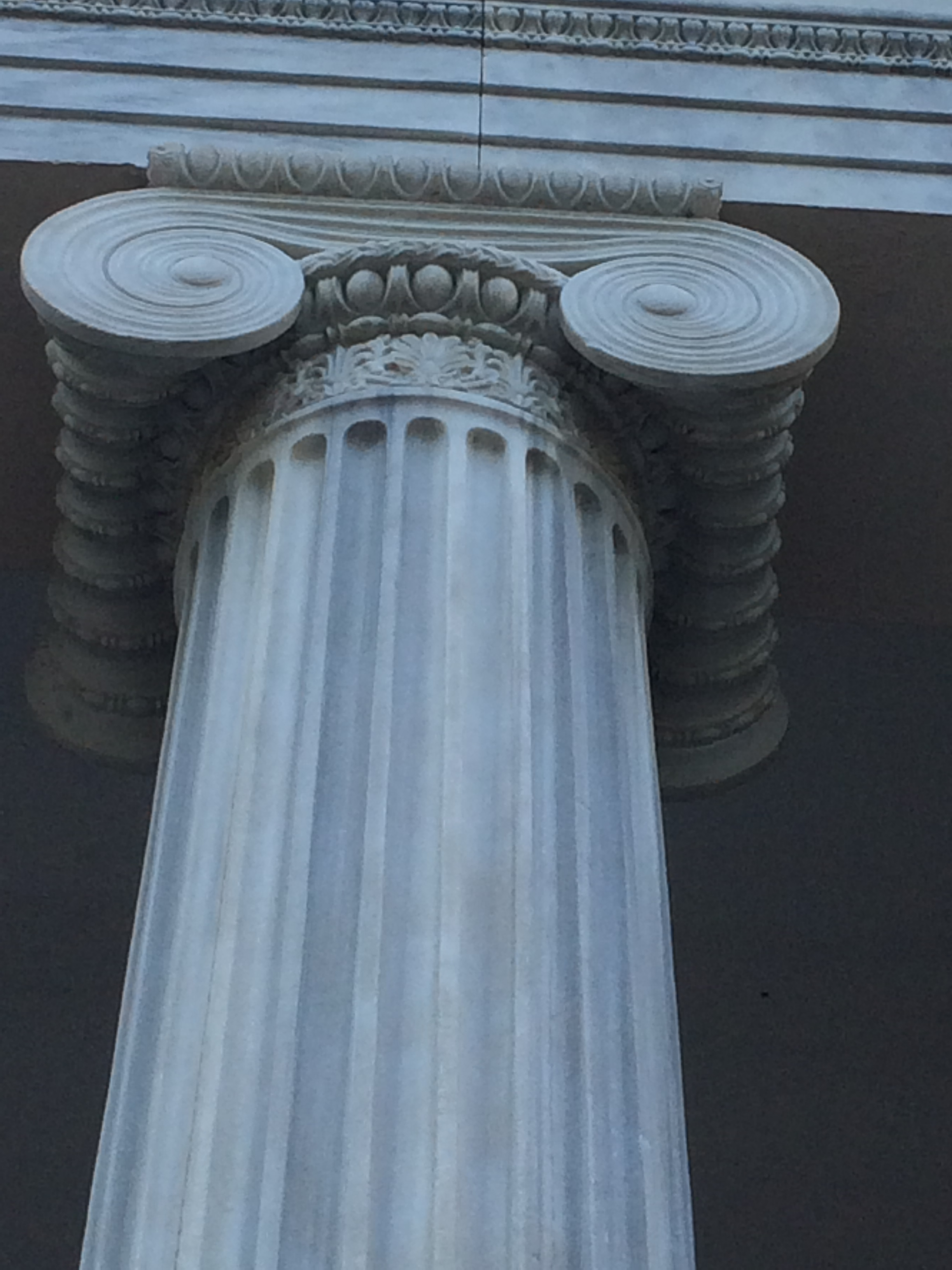
بخشی از بافت کولون. بزرگنمایی: 4x

بخشی از بافت کولون. بزرگنمایی: 10x

بخشی از بافت کولون. بزرگنمایی: 40x

رودهٔ بزرگ شامل پس‌روده (کولون)، راست‌روده و مقعد است. طول رودهٔ بزرگ حدود یک متر است. آبی که برای گوارش به‌کار رفته بود در رودهٔ بزرگ بازجذب می‌شود و باعث ایجاد مدفوع خشک و جامد می‌گردد.
هنگامی که مدفوع به راست‌روده می‌رسد، بر اثر انقباضات واکنشی که در راست‌روده ایجاد می‌شود و ماهیچه‌های دریچه یا بَنداره (اسفنکتر) مقعد را شل می‌نماید، احساس دفع مدفوع به شخص دست می‌دهد. بنداره‌های مقعد، ماهیچه‌های حلقوی شکلی هستند که کنترل باز و بسته شدن مقعد را در اختیار دارند.
معمولاً حدود یک تا سه روز طول می‌کشد که غذا از دهان تا مقعد برسد. بعضی از افراد روزی دو یا سه بار مدفوع می‌کنند، درحالی‌که برخی دیگر روزی یک بار و بعضی‌ها نیز هر دو یا سه روز یک بار مدفوع می‌کنند که همهٔ این موارد طبیعی هستند.